# Зора (вестник)
Вижте пояснителната страница за други значения на Зора.
„Зора“ e български вестник, създаден от Данаил Крапчев в 1919 година, сред най-големите български всекидневници между световните войни.
Излиза на български в периода 18 май 1919 – 7 септември 1944 година в София.
От брой 4 подзаглавието е Независим информационен вестник. Издание е на акционерното дружество „Български печат“ с главни акционери Данаил Крапчев и Стефан Чапрашиков. Редактори са Данаил Крапчев и Георги Белчев.
В него често публикуват Йордан Йовков и Райко Алексиев. Вестникът публикува и редица чужди автори. С министерско постановление на 15 март 1923 г. вестникът е спрян за 15 дни от Правителството на Александър Стамболийски, а против редакторите започва разследване. След като вестник „Македония“ е спрян в 1934 година, Димитър Талев влиза в редакционния колектив на „Зора“, където отпечатва много от творбите си. Заедно с Йордан Бадев води литературния отдел между 1938 и 1944 година. По това време „Зора“ е най-авторитетният вестник, вестникът на интелигенцията.